# Phonologie estonienne
 (mars 2025).
Le contenu est difficilement compréhensible vu les erreurs de traduction, qui sont peut-être dues à l'utilisation d'un logiciel de traduction automatique.
Cet article porte sur la phonologie et la phonétique de la langue estonienne.

## Voyelles

Tableau des voyelles estoniennes, d' Asu & Teras (2009 : 368). Pour certains locuteurs, /ɤ/ peut être plus en arrière (plus proche de /o/), ou plus en arrière et plus haut (plus proche de /u/).

Il existe 9 voyelles ainsi que 36 diphtongues, dont 28 sont natives de l'estonien. Les neuf voyelles peuvent apparaître comme le premier composant d'une diphtongue, mais seulement /ɑ, e, i, o, u/ se produisent comme deuxième composant. Une voyelle caractéristique de l'estonien est la voyelle postérieure non arrondie /ɤ/, qui peut être mi-fermée postérieure non arrondie, postérieure non arrondie ou mi-fermée centrale non arrondie. Elle est marquée <Õ>.
|             | Antérieure | Antérieure  | Postérieure | Postérieure |
| non arrondi | arrondi    | non arrondi | arrondi     |             |
| ----------- | ---------- | ----------- | ----------- | ----------- |
| Fermé       | i <i>      | y <ü>       |             | u <u>       |
| Milieu      | e <e>      | ø <ö>       | ɤ <õ>       | o <o>       |
| Ouvert      | æ <ä>      |             | ɑ <a>       |             |

- Les voyelles /ɑ, e, i, u/ peuvent se produire à la fois en syllabes initiales et non initiales. Les voyelles /o, ɤ, æ, ø, y/ se produisent généralement dans les syllabes initiales ; elles peuvent se produire en syllabes non initiales seulement en termes composés, exclamations, noms propres et mots non naturalisés.
- Les voyelles frontales /æ, ø, y/ sont phonétiquement presqu-ouvertes [æ̈, ø̈, ÿ].
- Avant et après /j/, les voyelles arrière /ɑ, u/ peuvent être transformées en [ɑ̽, u̟][1].
- La voyelle non arrondie transcrite /ɤ/ peut être effectuée comme [ɯ], [ɘ] ou un /ɤ/légèrement fermé , selon l'orateur[1].
- Les voyelles moyennes /e, o, ø/ sont phonétiquement fermées [e, o, ø].
- Les /e/ finaux sont souvent réalisés comme moyennement ouverts [e̞][1].
- Les voyelles ouvertes [ɑ, æ] sont presque ouvertes [ɑ̝, æ̈].

| Voyelle | ɑ      | e      | i  | o      | u      |
| ------- | ------ | ------ | -- | ------ | ------ |
| ɑ       |        | ɑe     | ɑi | ɑo     | ɑu     |
| e       | eɑ     |        | ei | eo     | ( eu ) |
| i       | ( iɑ ) | ( ie ) |    | ( io ) | iu̯     |
| o       | oɑ     | oe     | oi |        | ou     |
| u       | ( uɑ ) | ( ue ) | ui | uo     |        |
| ɤ       | ɤɑ     | ɤe     | ɤi | ɤo     | ɤu     |
| æ       |        | æe     | æi | æo     | æu     |
| ø       | øɑ     | øe     | øi |        |        |
| y       | yɑ     | ( ye ) | yi | ( yo ) |        |

Il existe très peu d'exemples d'allophonie vocalique ; par exemple, le /y/ long se prononce comme la diphtongue [yi] avant [j].
Les voyelles simples peuvent être intrinsèquement courtes ou longues, écrites respectivement avec des voyelles simples et doubles (o > [o], oo > [oː]). Les diphtongues sont toujours intrinsèquement longues (par exemple <öi>). De plus, les voyelles longues et les diphtongues ont deux longueurs suprasegmentales.

## Consonnes
|           |               | Labiales | Alveolar | Alveolar | Post- alveolaires | Vélaires/ palatales | Glottales |
| simples   | mouillées     | Labiales |          |          | Post- alveolaires | Vélaires/ palatales | Glottales |
| --------- | ------------- | -------- | -------- | -------- | ----------------- | ------------------- | --------- |
| Nasales   | Nasales       | m        | n        | nʲ       |                   |                     |           |
| Plosive   | court         | p        | t        | tʲ       |                   | k                   |           |
| Plosive   | geminée       | pː       | tː       | tʲː      |                   | kː                  |           |
| Fricative | voiced        | v        |          |          |                   |                     |           |
| Fricative | sourde courte | f        | s        | sʲ       | ʃ                 |                     | h         |
| Fricative | geminée       | fː       | s        | sʲː      | ʃː                |                     | hː        |
| Spirantes | Spirantes     |          | l        | lʲ       |                   | j                   |           |
| Roulées   | Roulées       |          | r        |          |                   |                     |           |

- /m, p, pː/ sont bilabiales, là où /v, f, fː/ are labio-dentales.
- Les fricatives /f, ʃ/ ne sont affichées que par des mots prononcés. Certains orateurs confondent /ʃ/ avec /s/.
- /n/ est réalisée comme une vélaire [ŋ] avant une consonne vélaire (ex: panga /pɑnkɑ/ [pɑŋɡ̊ɑ] 'bank [gen.sg.]').
- /k, kː/ are velar, whereas /j/ is palatal.
  - Quand il apparait entre deux voyelles non hautes, the intervocalic /j/ can be realized as a non-syllabic close-mid front unrounded vowel [e̯].
- Les arrêts sont sourds et non aspirés, mais les versions courtes peuvent être partiellement [p̬, t̬, t̬ʲ, k̬] ou entièrement [b, d, dʲ, g] voisées lorsqu'elles apparaissent avant ou entre les voyelles.
- Dans un discours spontané, le /h/ initial n'est pas prononcé. Pour la plupart des mots, il reste dans le discours formel, et il peut être réalisé en tant que [ɦ] entre deux sons exprimés.

Comme les voyelles, la plupart des consonnes peuvent être intrinsèquement courtes ou longues. Pour les occlusives, cette distinction se traduit par une distinction de tension/voix, les occlusives courtes étant voisées et les occlusives longues étant sourdes. Cette distinction ne s’applique pleinement qu’aux consonnes simples après les syllabes accentuées. Dans d'autres environnements, les distinctions de longueur ou de tension/voix peuvent être neutralisées :
- Après les syllabes non accentuées ou dans les groupes de consonnes, seules les obstruantes peuvent être longues, les autres consonnes sont toujours courtes.
- Dans les groupes de consonnes, les occlusives sonores sont dévoisées lorsqu'elles sont à côté d'une autre obstruante. Autrement dit, les occlusives sonores n'apparaissent que si elles sont à côté de sons appartenant exclusivement aux classes des voyelles et des sonorantes.
- Au début du mot, les obstruantes sont toujours sourdes, tandis que les consonnes restantes sont toujours courtes. Il se peut cependant que des emprunts récents aient exprimé des occlusives initiales.

De plus, les consonnes longues et les groupes ont également deux longueurs suprasegmentales, comme les voyelles. Ceci est décrit ci-dessous.
La palatalisation non phonémique se produit généralement avant les voyelles antérieures. Toutes les consonnes alvéolaires internes et finales d'un mot (sauf /r/) peuvent être palatalisées. De plus, environ 0,15 %[réf. nécessaire] du vocabulaire présente une palatalisation entièrement phonémique, où la palatalisation se produit sans la voyelle antérieure (par exemple /palʲk/ 'bûche, poutre' contre /palk/ 'salaire'). Une voyelle antérieure existait historiquement à cet endroit, mais elle a été perdue, laissant la palatalisation comme seule trace (une forme de cheshirisation )[Par exemple ?]. Cela se produit à la fin du mot ou au milieu du mot. Ainsi, la palatalisation ne nécessite pas nécessairement une voyelle antérieure, et les continues palatalisées et simples peuvent être articulées. L'estonien a une pré-palatalisation : la palatalisation se produit avant plutôt qu'après la consonne et est caractérisée par une transition plus longue de type i de la voyelle à la consonne. La palatalisation n'est pas indiquée dans l'orthographe standard.

## Prosodie
En estonien, l'accent tonique est généralement mis sur la première syllabe, comme c'était le cas en proto-fennique. Il existe quelques exceptions avec l'accent sur la deuxième syllabe : aitäh (« merci »), sõbranna (« amie »). Dans les emprunts, l'accent d'origine peut également être emprunté : idealal (« idéal »), professor (« professeur »). La contrainte est faible et à mesure que la longueur augmente[pas clair] contrôle déjà un aspect de « l'intensité de l'articulation », la plupart des mots apparaissent uniformément accentués.
Un accent secondaire, qui n'est pas toujours prévisible, tombe généralement sur des syllabes impaires ou sur certains suffixes, par exemple -mine ( laulmine [ˈlɑuːlˌmine] 'chanter'), -line ( aluseline [ˈɑluˑseˌline] 'basique, alcalin'), -lik ( ohtlikku [ˈohːtˌlikːku] 'dangereux (pluriel part.)'). Les mots de plus de trois syllabes peuvent être constitués de combinaisons de pieds monosyllabiques, dissyllabiques et trisyllabiques.
Les syllabes peuvent être divisées en syllabes courtes et longues. Les syllabes se terminant par une voyelle courte sont courtes, tandis que les syllabes se terminant par une voyelle longue, une diphtongue ou une consonne sont longues. La longueur des voyelles, des consonnes et donc des syllabes est « inhérente » dans le sens où elle est liée à un mot particulier et n'est pas soumise à des alternances morphologiques.

### Longueur suprasegmentaire
Toutes les syllabes longues accentuées peuvent posséder une caractéristique de longueur suprasegmentale. Lorsqu'une syllabe présente cette caractéristique, toute voyelle longue ou diphtongue de la syllabe est encore allongée, de même que toute consonne longue ou groupe de consonnes à la fin de cette syllabe. Une syllabe longue sans longueur suprasegmentale est appelée « longue », « semi-longue », « légère » ou « longueur II » et est notée dans l'API ‹ ˑ › ou ‹ ː › . Une longue syllabe avec une longueur suprasegmentale est appelée « surlongue », « longue », « lourde » ou « longueur III », notée dans l'API par ‹ ː › ou ‹ ːː › . Par souci de cohérence, cet article emploie les termes « semi-long » et « surlong » et utilise respectivement ‹ ː › et ‹ ːː › pour les désigner.
La distinction entre le court et le long ainsi que la longueur suprasegmentale sont toutes deux distinctives, de sorte que l'estonien possède effectivement trois longueurs de voyelles et de consonnes distinctes, la distinction entre les deuxième et troisième niveaux de longueur se situant à un niveau plus grand que le phonème, comme la syllabe ou le pied. En plus de permettre une durée phonétique plus longue, la surlongueur en estonien moderne implique une distinction de hauteur où la hauteur descendante est réalisée sur les syllabes qui sont surlongues et la "hauteur plate" est réalisée sur les syllabes qui sont courtes ou demi-longues.
La longueur suprasegmentale n'est pas indiquée dans l'orthographe standard, sauf pour les occlusives pour lesquelles une seule lettre sourde représente une consonne demi-longue tandis qu'une double lettre sourde représente une consonne surlongue. Il existe de nombreuses paires minimales et également quelques triplets minimaux qui ne diffèrent que par la longueur : 
- vere /vere/ 'sang [sg.gén.]' (court) — veere /veːre/ 'bord [gén. sg.]' (long) — veere /veːːre/ 'roll [imp. 2e sg.] ' (surlong)
- lina /linɑ/ 'feuille' (court) — linna /linːɑ/ 'ville [gén. sg.]' (long) — linna /linːːɑ/ 'ville [ill. sg.]' (surlong)
- kabi /kɑpi/ 'sabot' (court) — kapi /kɑpːi/ 'garde-robe [gén. sg.]' (long) — kappi /kɑpːːi/ 'garde-robe [ill. sg.]' (surlong)

La distinction de longueur a plusieurs origines :
- Les mots monosyllabiques sont toujours surlongs s'ils ont une longue syllabe.
- Les syllabes trop longues apparaissent dans les environnements à fort niveau, tandis que les syllabes demi-longues apparaissent dans les environnements à faible niveau. Cela remonte à une distinction antérieure (proto-fennique) entre syllabes ouvertes et fermées : les syllabes fermées raccourcissaient et affaiblissaient la syllabe précédente.
- La syncope d'une syllabe médiane allonge la syllabe précédente.[pas clair]
- Lorsqu'une consonne disparaît complètement au degré faible[pas clair], la coalescence des deux voyelles adjacentes produit une syllabe surlongue.
- L'allongement compensatoire de la forme illative singulière courte des nominales produit une syllabe surlongue, même à partir d'une syllabe initialement courte.